# Nàng tiên cá (tượng)
Tượng nàng tiên cá nằm trên đá tại cảng Copenhagen, Đan Mạch. Bức tượng bé nhỏ và "không oai nghiêm" này tượng trưng cho thành phố du lịch Copenhagen. Kích thước bé nhỏ của bức tượng làm những du khách đến xem lần đầu ngạc nhiên. Bức tượng Nàng tiên cao mỗi 1.25 m và nặng khoảng 175 kg.

## Lịch sử
Tượng được Carl Jacobsen, con trai người sáng lập ra Carlsberg, đặt làm năm 1909 sau khi ông bị vở ba lê về truyện cổ tích Nàng tiên cá mê hoặc. Nhà điêu khắc Edward Eriksen tạo ra bức tượng, khánh thành ngày 23 tháng 8 năm 1913. Ông lấy hình mẫu cho bức tượng từ vợ mình là Eline Eriksen. Tượng này được đặt ở khu cảng Langelinie của Copenhagen.
Năm 2010 tượng Nàng tiên cá được đưa sang Thượng Hải trong 6 tháng nhân dịp Expo 2010 Thượng Hải Trung Quốc. Đến ngày 20.11.2010, tượng này được chở về đặt ở vị trí cũ.

### Phá hoại
Bức tượng này bị phá hoại nhiều lần, nhưng lần nào cũng được sửa chữa lại. Ngày 24 tháng 4 năm 1964, đầu của bức tượng bị những nghệ sĩ hoạt động chính trị cưa và lấy đi, trong số đó có Jørgen Nash. Đầu cũ không bao giờ được gắn lại và người ta đã chế ra chiếc đầu mới, gắn trả vào bức tượng.
Ngày 22 tháng 7 năm 1984, cánh tay của tượng bị cưa, nhưng hai ngày sau đó hai kẻ phá hoại trẻ tuổi đã trả lại sau cơn bối rối.